# Dião Cássio (cônsul em 291)
Dião Cássio (em latim: Cassius Dio) foi um oficial romano do século III, ativo no reinado dos imperadores Probo (r. 276–282) e Diocleciano (r. 284–305).

## Vida

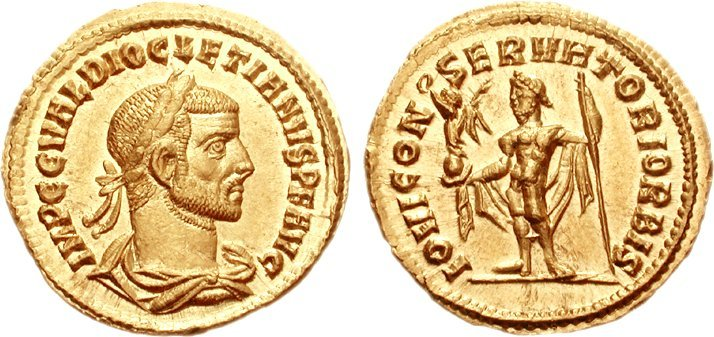
Áureo de Diocleciano r.

Dião era provavelmente neto ou bisneto do historiador Dião Cássio, falecido ca. 230, o que faria-o membro de uma família originária em Niceia, na Bitínia. Era dono de uma casa do Palatino, chamada Casa de Dião e foi nomeado em uma lista de senadores segundo a qual cada um contribuiu com 400 000 sestércios, talvez para custear um edifício. Em 291, torna-se cônsul posterior com Caio Júnio Tiberiano. De 1 de julho de 294 a 1 de julho de 295 foi procônsul da África e de 18 de fevereiro de 296 até 297 foi prefeito urbano de Roma.